# Wampum

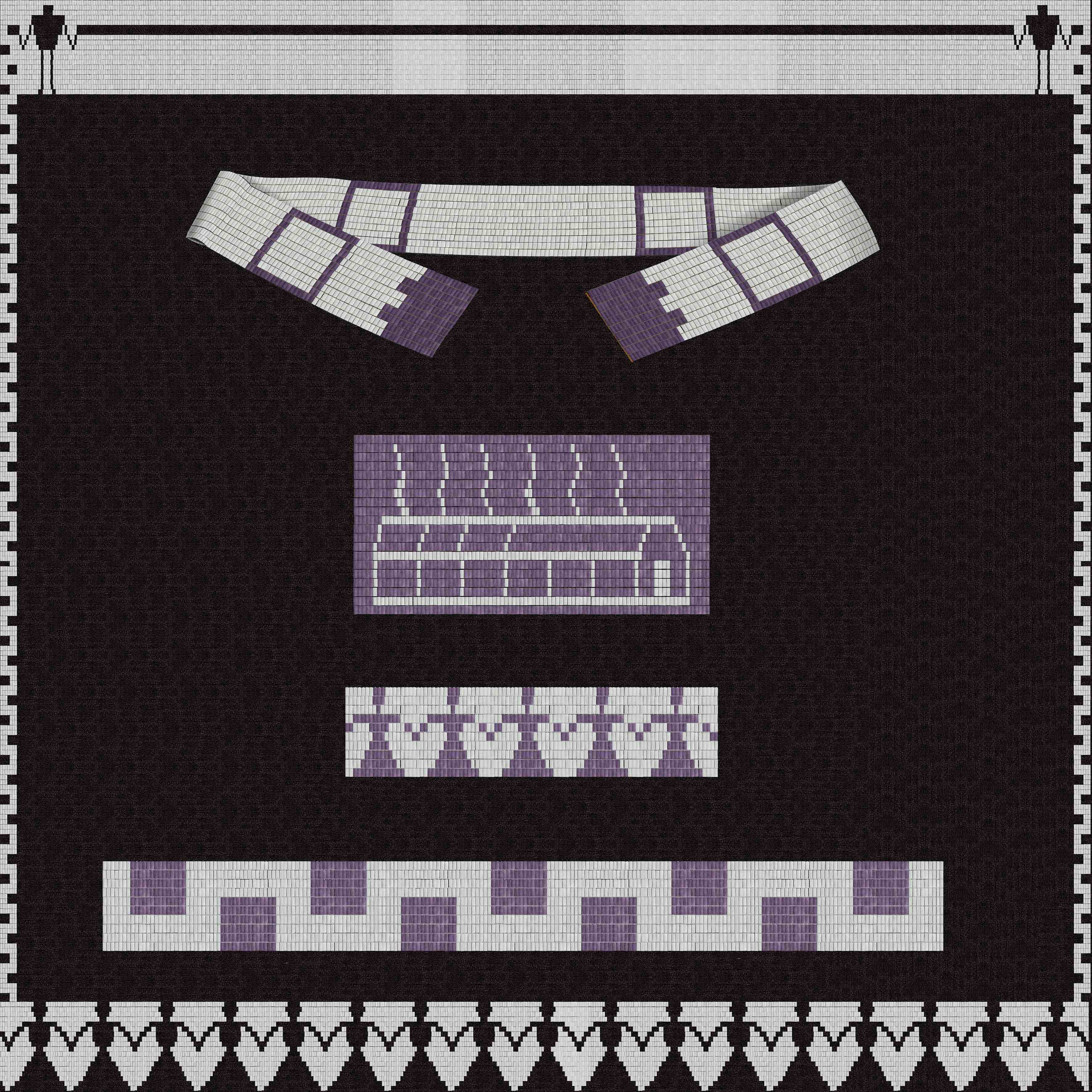
Wampum. Imatge cedida pel Museu Valencià d'Etnologia

Wampum o sewan és una corda o cinturó fets amb conquilles de colors utilitzats tradicionalment pels indis de l'Amèrica del Nord (ho consideraven un objecte sagrat).
També servia com reflex de tractats o pactes: l'any 1923, Deskaheh líder de la Confederació Iroquesa va anar a la seu de la Societat de Nacions a Ginebra, viatjant amb passaport iroquès, i presentant en el memorial The red man's appeal for Justice, portant-hi el Wampum de dos fileres, el pacte més antic firmat amb europeus.
La bandera de la Confederació iroquesa representa un disseny d'un wampum.